# Universidad Autónoma de La Laguna
La Universidad Autónoma de La Laguna (UAL) es una universidad privada mexicana ubicada en la ciudad de Torreón, Coahuila. Fue fundada el 4 de diciembre de 1988.

## Historia

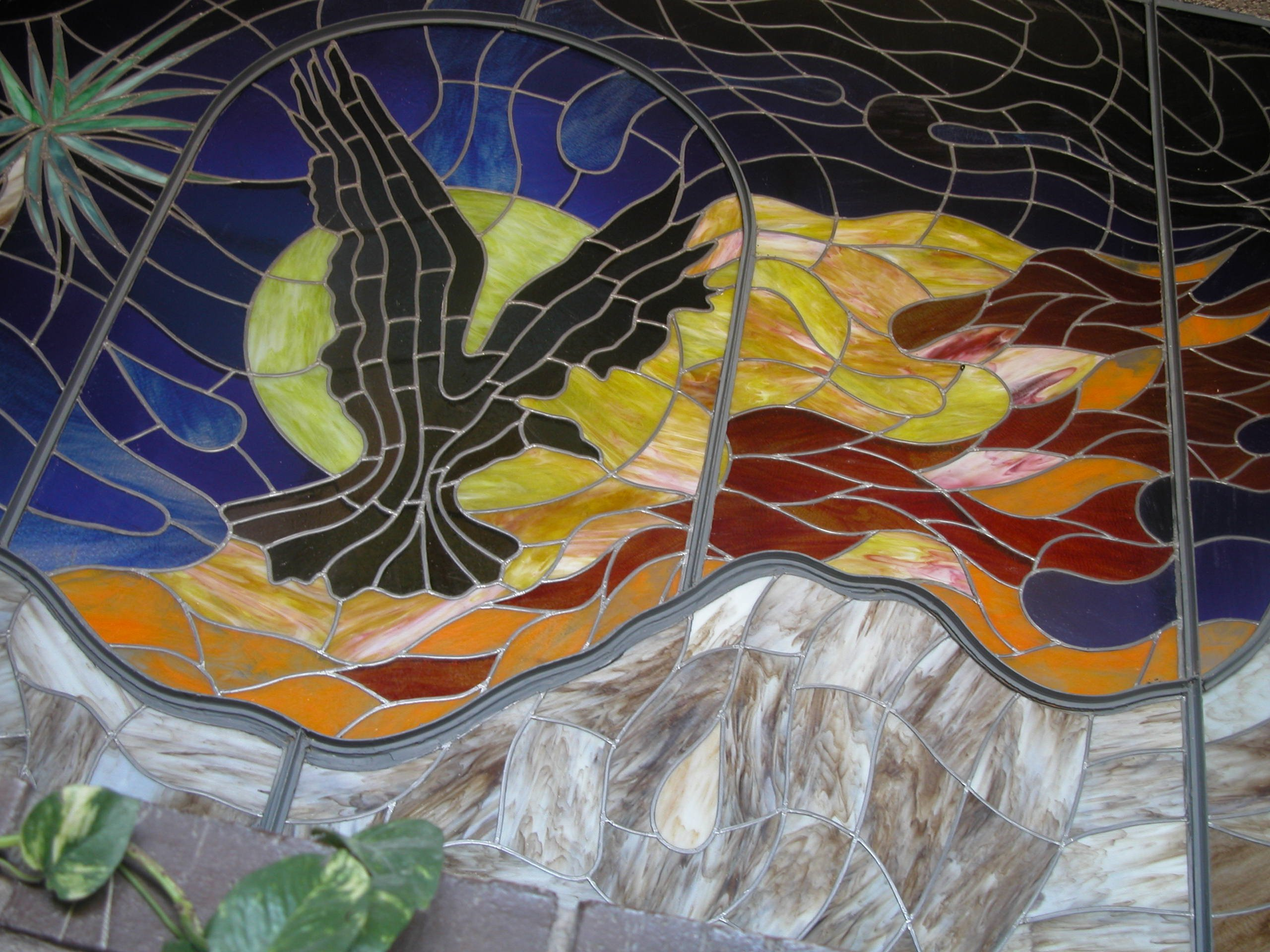
Vitral El vuelo de Patricia Weber, ubicado en la Rectoría de la UAL.

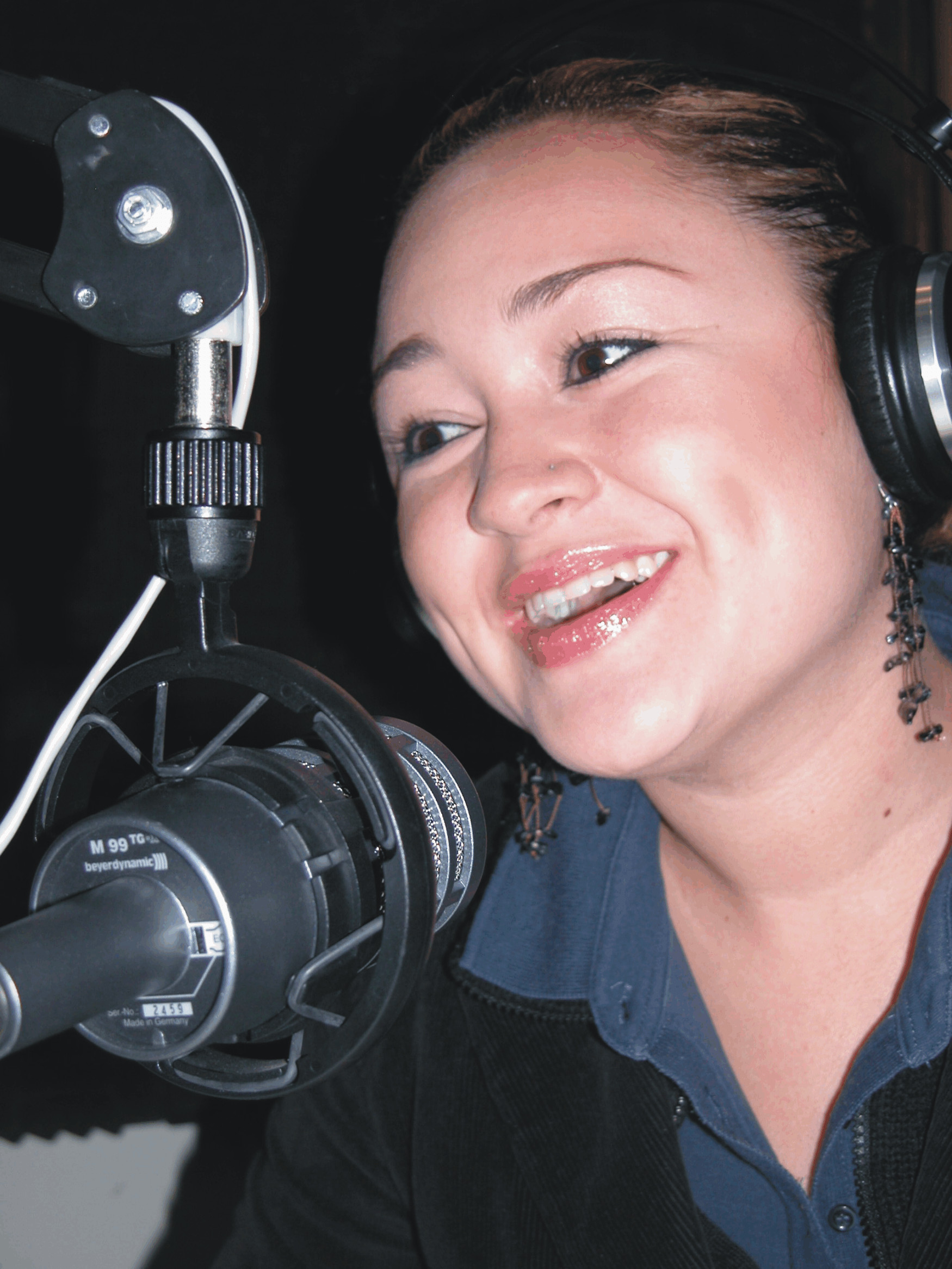
Frecuencia UAL, la primera estación de radio universitaria de la Comarca Lagunera en frecuencia modulada, inicia trasmisiones por el 98.7 de FM con las siglas XHUAL.

La Universidad Autónoma de La Laguna se creó como asociación civil el 4 de diciembre de 1988. En la misma fecha se formó el Consejo Directivo y se nombró rector al profesor Pedro H. Rivas Figueroa. El 21 de diciembre se solicitó a la Dirección General de Educación Pública del Estado de Coahuila el reconocimiento oficial de validez de estudios realizados en la Universidad Autónoma de La Laguna.
El 12 de enero de 1989, en Junta de Consejo Directivo se acuerda la creación de la Universidad Autónoma de La Laguna. El día 17 del mismo mes, con la presencia del director general de Educación Pública en el Estado, Jesús Alfonso Arreola Pérez, y en representación del Gobernador de Coahuila de Zaragoza, Eliseo Mendoza Berrueto, se inauguraron las actividades académicas de la universidad. 
El Gobierno del Estado de Coahuila de Zaragoza otorgó a la Universidad Autónoma de La Laguna, el 13 de febrero de 1989, el reconocimiento de validez oficial de estudios, por Oficio N.º 2931/89, incorporándola provisionalmente al Sistema Educativo del Estado.
El 19 de junio de 1989, se efectuaron tres solemnes actos académicos en los que se entregaron grados de Bachiller y cartas de pasantes a 290 egresados de la universidad. 
El 4 de julio de 1989, la Dirección General de Profesiones de la Secretaría de Educación Pública, registra la Universidad Autónoma de La Laguna, en la hoja 150 del libro 71-V, como Institución de Educación Superior autorizada para emitir Títulos Profesionales que pueden obtener Cédula para el ejercicio profesional.
El 17 de agosto de 1990, se inaugura el primer edificio de la universidad denominado «Solidaridad Lagunera», dedicado al apoyo que los habitantes de esta comarca al desarrollo de la universidad. El 13 de agosto de 1991, se inauguró el segundo edificio de la Universidad Autónoma de La Laguna, que recibió el nombre de «Abdón Alanís Ramírez».
El 30 de octubre de 1992, el Diario Oficial de la Federación publicó en la página 102, el Decreto Presidencial por el que se expropia, por causa de utilidad pública, una superficie de 20 ha de riego de uso común de terrenos del poblado El Tajito, Municipio de Torreón, Coahuila, a favor del gobierno del Estado de Coahuila, para que sean destinadas por este a la construcción de las edificaciones, aulas e instalaciones de la Universidad Autónoma de La Laguna.
El 20 de enero de 1994, el Secretario General de la Unión de Universidades de América Latina y el Caribe comunicó que la UAL fue aceptada como miembro Asociado de la Unión, por acuerdo del Consejo Ejecutivo, tomado en la XLVII Reunión Ordinaria celebrada los días 29 y 30 de noviembre de 1993, en Viña del Mar, Chile.
El Gobierno del Estado de Coahuila, por Acuerdo del Gobernador Constitucional, publicado en el Periódico Oficial del Estado número 74, tomo CI, de fecha 16 de septiembre de 1994, concedió a la UAL reconocimiento oficial de validez de estudios, al incorporarla al sistema educativo del Estado.
El 30 de agosto de 1996, se inauguró el edificio del centro administrativo de la universidad, tercer edificio en el Campus, realizada durante la Presidencia del Consejo Directivo de Arturo Madero Acuña.
La Secretaría de Educación, Cultura y Deporte del Estado de Durango, otorgó a la Universidad Autónoma de La Laguna reconocimiento Oficial de Validez de Estudios, mediante Acuerdo 031 publicado a Fojas 736 del Periódico Oficial del Estado de Durango N.º 39, tomo CXCV de fecha 14 de noviembre de 1996.
El 23 de septiembre de 1998, la Universidad Autónoma de la Laguna recibe Certificación de la Federación de Instituciones Mexicanas Particulares de Educación Superior (FIMPES) y es admitida como socio activo.
El 7 de diciembre de 2000, la Universidad Autónoma de La Laguna, es admitida como miembro de la Organización Universitaria Interamericana.
El 8 de septiembre de 2006. Se inaugura XHUAL -Frecuencia UAL-, primera emisora universitaria de la Comarca Lagunera que transmite diariamente en frecuencia modulada.

## Organización

### Campus

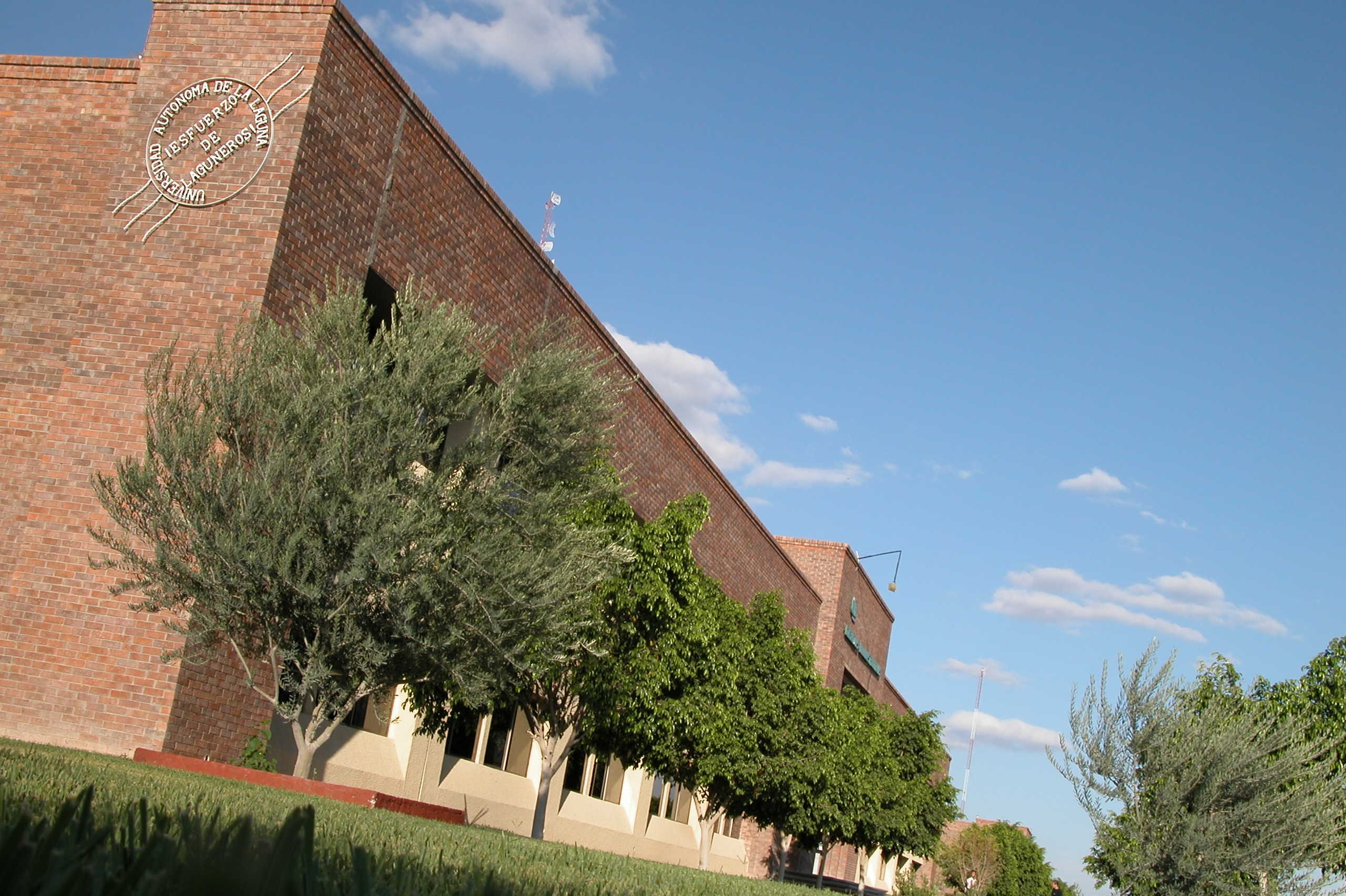
Campus de la Universidad Autónoma de La Laguna.

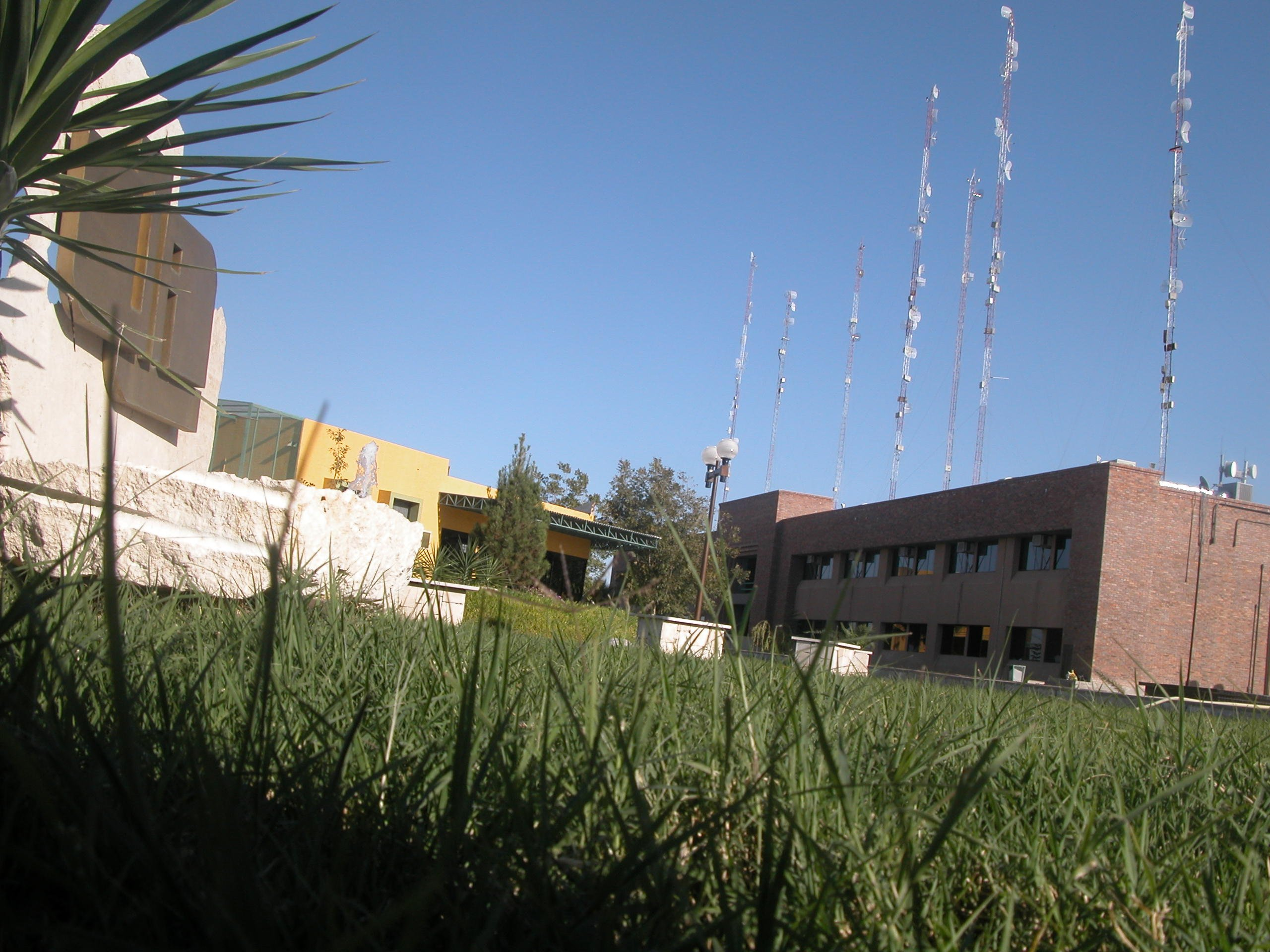
Campus de la Universidad Autónoma de La Laguna.

La universidad tiene su campus en un terreno de 20 hectáreas ubicado en la colonia El Tajito, junto al bulevar Ejército Mexicano (antes Periférico Raúl López Sánchez). Cuenta con aulas, estación de radio, salas de cómputo, sala de juicios orales, laboratorios y talleres para diferentes disciplinas, alberca semiolímpica y gimnasio-auditorio.

### Áreas académicas

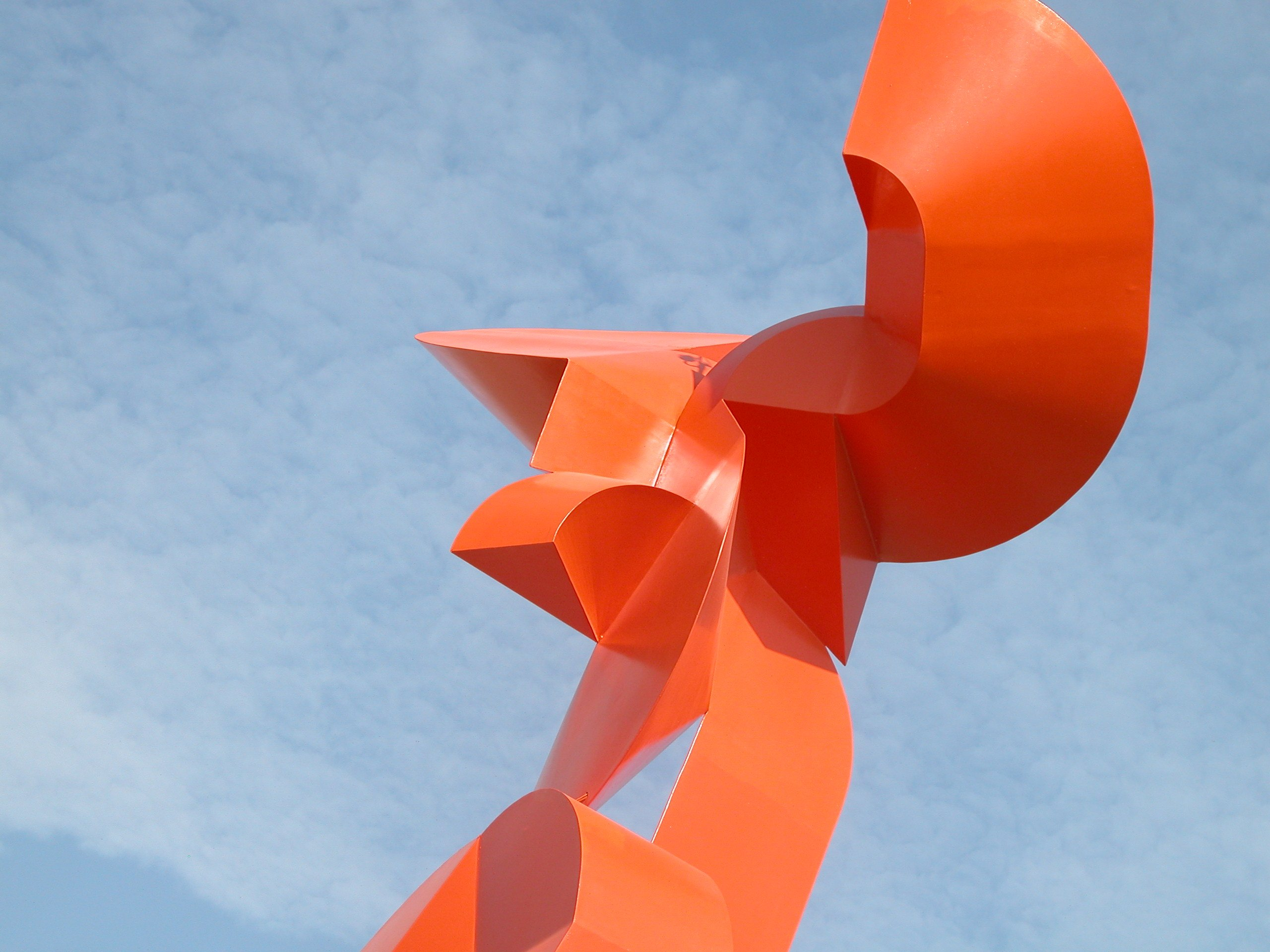
Escultura «El vuelo del halcón» ubicada en el campus de la UAL.

La Universidad Autónoma de La Laguna cuenta con seis colegios: Educación Básica, Educación Media, Ciencias Administrativas, el Colegio de Humanidades, el Colegio de Ciencias e Ingenierías y el Colegio de Ciencias de la Salud; así como de la Dirección de Posgrado y Educación Continua, la Universidad Nocturna para Trabajadores, una plataforma de educación a distancia y el Instituto de Comunicación Internacional. Cuenta además con un Museo Universitario de Historia Natural y una estación de radio cultural XHUAL.
Las actividades académicas de la universidad  se dividen en los siguientes servicios:
- Escuela Primaria Bilingüe

- Colegio de Educación Media
  - Secundaria (Dr. Federico Gómez Santos)
  - Bachillerato Bilingüe y Tradicional plan 2 años
  - Bachillerato Bilingüe y Tradicional plan 3 años

- Colegio de Ciencias Administrativas
  - Contaduría Pública
  - Administración de Empresas
  - Administración de Empresas Turísticas
  - Administración de Negocios Gastronómicos
  - Administración de Recursos Humanos
  - Comercio Internacional
  - Mercadotecnia
- Colegio de Ciencias e Ingenierías
  - Arquitectura
  - Ingeniería en Informática de Negocios
  - Ingeniería en Mecatrónica
  - Ingeniería en Sistemas Automotrices
  - Ingeniería en Sistemas Computacionales
  - Ingeniería Industrial y de Sistemas
  - Licenciatura en Diseño y Comunicación Gráfica
- Colegio de Ciencias de la Salud
  - Psicología
  - Optometría

- Colegio de Humanidades
  - Artes Visuales
  - Ciencias de la Educación
  - Comunicación y Periodismo
  - Derecho

- Dirección de Posgrado y Educación Continua
  - Especialidad en Valuación Inmobiliaria e Industrial
  - Maestría en Administración
  - Maestría en Dirección de Recursos Humanos
  - Maestría en Educación
  - Maestría en Gestión Pública
  - Maestría en Terapia Familiar y de Pareja
  - Doctorado en Desarrollo Educativo

- Instituto de Comunicación Internacional
  - Cursos de idiomas para diferentes niveles
    - Coreano
    - Chino Mandarín
    - Español para extranjeros
    - Francés
    - Inglés
    - Italiano
    - Japonés
    - Ruso